# Schvarcz Gyula
Schvarcz Gyula (Székesfehérvár, 1839. december 7. – Budapest, 1900. január 31.) államtudományi író, történész, jogtörténész, művelődéspolitikus, egyetemi tanár, országgyűlési képviselő, a Magyar Tudományos Akadémia tagja.

## Pályája
Apja főhadnagy volt (meghalt 1841-ben), anyja Horhy Katalin. Horhyék házában nevelkedett. Középiskoláit szülővárosában (1848–1854), a gimnázium 7–8. osztályát a pesti piaristáknál, felsőbb tanulmányait a pesti, a müncheni és a berlini egyetemen végezte. 1861-ben a jénai egyetemen bölcsészdoktorrá avatták. Több évet tanulmányutakkal töltött el, bejárta Közép-Európát és Angliát.
Korán kezdett közoktatásügyi politikával foglalkozni, de a természettudomány terén is jelentékeny műveket alkotott. A tudomány és a politika szorosan egybekapcsolódott életében. Magyar, német, francia, angol és ó-görög nyelven írt művei figyelmet keltettek itthon és külföldön egyaránt. 1865-ben Új korszak címen közművelődési és tanügyi hetilapot alapított Bobory Károly szerkesztésével. A Magyar Tudományos Akadémia 1864-ben levelező, 1887-ben rendes tagjává választotta. Tagja volt a londoni Geological Society, Ethnological Society, Anthropological Society, a Société Géologique de France, az Académie Nationale és más társaságoknak.
Többször (1868–1872, 1875–1878 és 1887–1894) országgyűlési képviselővé választották, ekkor behatóbban foglalkozott az államjoggal. A politikai intézmények európai színvonalra emelését sürgette; államjogi és művelődéspolitikai nézeteiből (például közigazgatási bíróság felállítása, a tisztviselők minősítésének törvényben szabályozása, a földművelési minisztérium különválasztása a kereskedelemügyitől, a főrendiház modern felsőházzá alakítása stb.) és közoktatásügyünk felsőbb fokainak javítása (például a jog- és államtudományok különválasztása önálló államtudományi doktorátussal) sok minden az ő munkáiból került át a gyakorlati életbe. A vármegyei, városi, törvényhatósági közkönyvtárak alapításának, a progresszív jövedelmi adó bevezetésének, az általános szavazati jognak stb. nálunk Schvarcz Gyula volt az atyja. Parlamenti működése alatt a ház közoktatásügyi bizottságának volt előbb tagja, később évről-évre elnöke. Beszédei nagyrészt a kultúrpolitikára vonatkoznak. A Tisza-féle fúzió alkalmazásával ő is belépett a Szabadelvű Pártba, melynek 1894-ig volt tagja. Ekkor a budapesti egyetemen az ókori történelem rendes tanára lett (1900-ig), az újabb választáson már nem indult.

### Cikkei
Cikkei a Gazdasági Lapokban (1856. Carlisle); a Kelet Népében (1856. A föld- és őslénytan viszonya az embernem eredetéhez); a Magyar Földtani Társulat Munkálataiban (1863. Emberásatagok); a Kritikai Szemlében (1879. Kautz Gyula Politikai tudománya c. könyvéről írt terjedelmes kritikát); a Szabadságban (1882. 3. és köv. sz. Irodalmi és politikai levelek Szent-Katolnától); az Egyetértésben (1883. 100., 102. sz. Montesquieu mint a salonok hőse, 124., 131. Montesquieu tanulmányútja); az Ung. Revueben (1886. Die Anfänge einer politischen Literatur der Griechen und die Staatsformenlehre des Aristoteles, 1887. Prof. Holm und die Demokratie von Athen); a Pesti Hirlapban (1887. 4. sz. Budapest és a tudomány, 88. sz. Városaink, 1888. 342. Szerbia új alkotmánya, 1889. 3. sz. Az akadémia hivatása, 21. Bölanger, 149. Rainer főherceg, 166. Egyetemi reform, 194., 195. A görög nyelv, 267. Néptanítóink javadalma, 1890. 82. A parlamentarizmus és hg. Bismarck); a M. Igazságügyben (1888. Tanulmány a magyar államjogi irodalom fölött); a Nemzetben (1888. 333., 337., 537. sz. Államtudományi irodalmunk köréből, 355. szám, Szellemi életünk és az akadémia, 1889. 319. sz. A görög nyelv mint facultativ tantárgy); a Jogtudományi Közlönyben (1889. Államjog, politika és rendjeladományozás); az Athenaeumban (1892. Magyarország alkotmányjogi átalakulása modern állammá); a Dunántúli Képes Naptárban (1892. Téves nézetek a görög irodalom felől, 1897. Adalék a legújabb keletű Cicero-cultus jellemzéséhez); a Nemzeti Szemlében (1900. 6. sz. A görög írónők); A Pallas nagy Lexikonának is munkatársa volt.
Felolvasásokat tartott a londoni Chronological Institute előtt (1858: On mankinds chronological reach as enlightened by natural sciences); a londoni Ethnological Society előtt (1863: On the diversity of human races); a Magyar Természetvizsgálók nagygyűlésén (1863: A moulinquigaoni ásatag emberi állkapocsról); a Magyar Természettudományi Társulat előtt (1863: Az állatalakok kortani elkövetkezése a rétegsorozatban).

## Művei
- A fajtakérdés szinvonala három év előtt. Pest, 1861.
- Földtani elméletek a hellenségnél Nagy Sándor koráig. I. kötet. Uo. 1861. (Új címkiadás kibővítése. Uo. 1863.)
- La géologie antique et les fragments de Clasomenae. Mémoire présenté au Congrès Scientifique. Bordeaux. 1861. (Pesten nyomatott.)
- Megtört hangok Clazomenaei Anaxagoras nagy művéből. Pest, 1861.
- Lampsacusi Strato. Adalék a tudomány történetéhez. 1. füzet. Uo. 1861. (Ugyanaz teljesen átdolgozva. Uo. 1864.)
- A görög ódonság viszonya a földtan kérdéseihez. Uo. 1861. (Különnyomat a Lampsacusi Stratóból.)
- A görögök geologiája jobb napjainkban. Uo. 1861. (Különny. a Lampsacusi Stratóból.)
- Az állam körül. Uo. 1861.
- Recherches sur la Géologie des Greces. Vienne, 1861.
- A görögök holdja Perikles korában. Pest, 1861.
- The Paleontological Theory of Empedocles. London, 1862.
- On the Failure of Geological Attempts in Greece prior to the Epoch of Alexander the Great. London, 1862., 1865. Két kötet.
- A közoktatásügyi reform keresztülvitelének lehetőségéről Magyarországon parlamenti központosítás segélyével. Uo. 1865.
- Magyar író külföldön. Irta Szent-Katolna. Pest, 1865. Két kötet. (Ism. Hon 103., 107., 108., erre Válasz 111. sz.)
- Két röpirat a közoktatásügy körül. (Néhány előleges pont a közoktatásügy legégetőbb szükségleteiről. Alkotmányosság és közoktatásügy.) Uo. 1866. Két füzet.
- A közoktatásügyi reform mint politikai szükséglet Magyarországon. Uo. 1866-69. (Öt füzetben, azután egy teljes kötetben 1868).
- Hogy vezessük jövőre a hazai közoktatásügy statisztikáját? Uo. 1866. (Ism. Hon 269. sz.)
- Részletes statistikai kimutatások Magyarország összes elemi tanodáiról. Uo. 1867. 1. füzet.
- A tanulóverseny gymnasiumainkon és reáltanodáinkon, tekintettel a kitűnő tanulók tudományos hajlamaira, szülők társadalmi helyzetére, vagyoni állására és az ösztöndíjakra. Pest, 1867.
- Magyarország tanítóképezdéinek statistikája, különös tekintettel r. kath. tanítóképezdéinkre. Pest, 1867. Online
- Magyarország jövője Keleten. Album Dora d’Istriának ajánlva; Aigner és Rautmann, Pest, 1868
- Részletes statisztikai kimutatások Gömörmegye elemi tanodáiról. Uo. 1869.
- Részletes statiszt. kimutatások Ungmegye elemi tanodáiról. Uo. 1869. (Különny. az Uj Korszakból.)
- Részletes statiszt. kimutatás Abaujmegye elemi tanodáiról. Uo. 1870.
- Magyarország helyzete a reálunióban. Uo. 1870.
- Államintézményeink és a kor igényei. Uo. 1871.
- Schwarcz Gyula programmja. Pest, 1872. Online
- Schwarcz Gyula programmjának alappontozatai. Uo. 1872.
- Schvarcz Gyula beszéde és zárbeszéde a választási törvényjavaslat fölött. (A képviselőházban febr. 26.) Uo. 1872.
- Die Demokratie. Leipzig, 1877-82. és 1898. (I. Die Demokratie von Athen. 4 füzetben, azután teljes kötetben 1882., új czímkiadás 1884. és ismét 1892. II. k. Die römische Massenherrschaft, első fele 1893. Második fele I. 2. kiadás. Uo. 1901.)
- Az athenei alkotmányjog történetének korszakairól. Uo. 1879.
- Egyetemes alkotmányisme rövid vázlatban. Uo. 1880.
- Alkotmánytan népiskolák számára. Uo. 1880. (Névtelenül.)
- A politika elemei. Uo. 1881.
- A miniszteri felelősség eredete az európai alkotmány-történelemben. Uo. 1883. (Értekezés a társad. tud. köréből VII. 6.).
- Sallustius államformái és a görögök politikai irodalma. Uo. 1885. (Értek. a társ. tud. köréből. VII. 8. sz.)
- Montesquieu elmélete a monarchiai államformáról a L'esprit des lois első tíz könyvében és az európai alkotmányfejlődés. Uo. 1885. (Értek. a társ. tud. kör. VIII. 1.)
- További adalék a görögök politikai irodalmának kritikai történetéhez. Bpest, 1886. (Értekezések a társadalmi tudom. köréből. VIII. 4.)
- Melyik görög állam közelítette meg leginkább a képviseleti rendszer alapgondolatát? Uo. 1886. (Értek. a társ. tud. köréből VIII. 6.)
- Gondolatszabadság és ódon tömeguralom. Uo. 1886. (Értek. a társ. tud. kör. VIII. 9.)
- A két utóbbi évtized államformatani irodalmának kritikai méltatásához. Uo. 1887. (Értek. a társ. tud. kör. VIII. 10.)
- Az európai monarchiák rendszeres alaptörvényeiről, tekintettel ezek alkotmánytörténelmi előzményeire. Uo. 1887. (Értek. a társ. tud. kör. IX. 1.)
- Az athenei állam és társadalmi jelentősége az emberi haladásra nézve Kleisthenestől Ephialtesig. Uo. 1887. (Értek. a társ. tud. kör. IX. 2.)
- Lucius Cornelius Sulla a római alkotmányjog történelmében. Uo. 1887. (Értek. a társ. tudom. kör. IX. 4. Ism. Irod. Értesítő 1888. 4. sz.)
- Tudomány és társadalom. Uo. 1888. (Értek. a társ. tud. kör. IX. 10.)
- Adalék a római alkotmánypolitikához és államjoghoz. Uo. 1888. (Értek. a társ. tud. kör. X. 1.)
- Adalék a magyar állampolgári társadalom egysége természetének elméletéhez. Uo. 1888. (Értek. a társ. tud. kör. X. 2.)
- A király tanácsosainak felelőssége Aragoniában és Magyarországon III. András óta. Uo. 1888. (Értek. a társ. tudom. kör. X. 5.)
- Taras, Syrakusa, Akragas és egyéb görög államok demokratiája. Uo. 1890. (Értek. a társ. tud. kör. X. 9.)
- A tudományos és irodalmi kitünőségek jogcíme a felsőházi tagságra az európai államok alkotmánytörténelmében, különös tekintettel a spanyol alaptörvényhozásra. (1808-1876.) Uo. 1890. (Értek. a társ. tudom. kör. XI. 2.)
- Az athenei alkotmányjog történelmének korszakai azon csak imént fölfedezett görög munkában, melyet némelyek Aristotelesnek tulajdonítanak. Uo. 1891. (Értek. a társ. tud. kör. XI. 3.)
- További tanulmány a legujabb fölfedezett ΑΘΗΝΑΙΩΝ ΠΟΔΙΤΕΙΑ. Uo. 1891. (Értek. a társ. tud. kör. XI. 5.)
- Kritik der Staatsreformen des Aristoteles. Leipzig, 1891. Mit einem Anhange, enthaltend die Anfänge einer politischen Literatur bei den Griechen. Vermehrte Ausgabe. (2. bőv. kiadás. Uo. 1901. Ism. Döring, Wochenschrift f. klass. Philologie 1890., Egyet. Philol. Közlöny, Philos. Szemle 1901.)
- Montesquieu und die Verantwortlichkeit der Räthe der Monarchen in Aragonien, England, Ungarn, Siebenbürgen und Schweden. Uo. 1892. (2-ik kiadás. Uo. 1901.)
- Elemente der Politik. Versuch einer Staatslehre auf Grundlage der vergleichenden Staatsrechtswissenschaft und Culturgeschichte. Berlin, 1895.
- Herodotos és Anytos psephismája. Uo. 1899. (Értek. a társ. tud. kör. XII. 3.)
- Görög történelem. Különös tekintettel az athenei történelemre és ennek forrásaira. Uo. 1900. (Ism. Hazánk 1899. 243., P. Lloyd 252. Vasárnapi Ujság 46. sz. Erdélyi Múzeum 1900., Egyet. Philol. Közlöny.)
- Schvarcz Gyula; vál., sajtó alá rend., bev., jegyz. Miru György; Új Mandátum, Bp., 2000 (Magyar panteon)

Álnevei Pécsi Zombath és Edgar Lartey (a külföldi irodalomban).

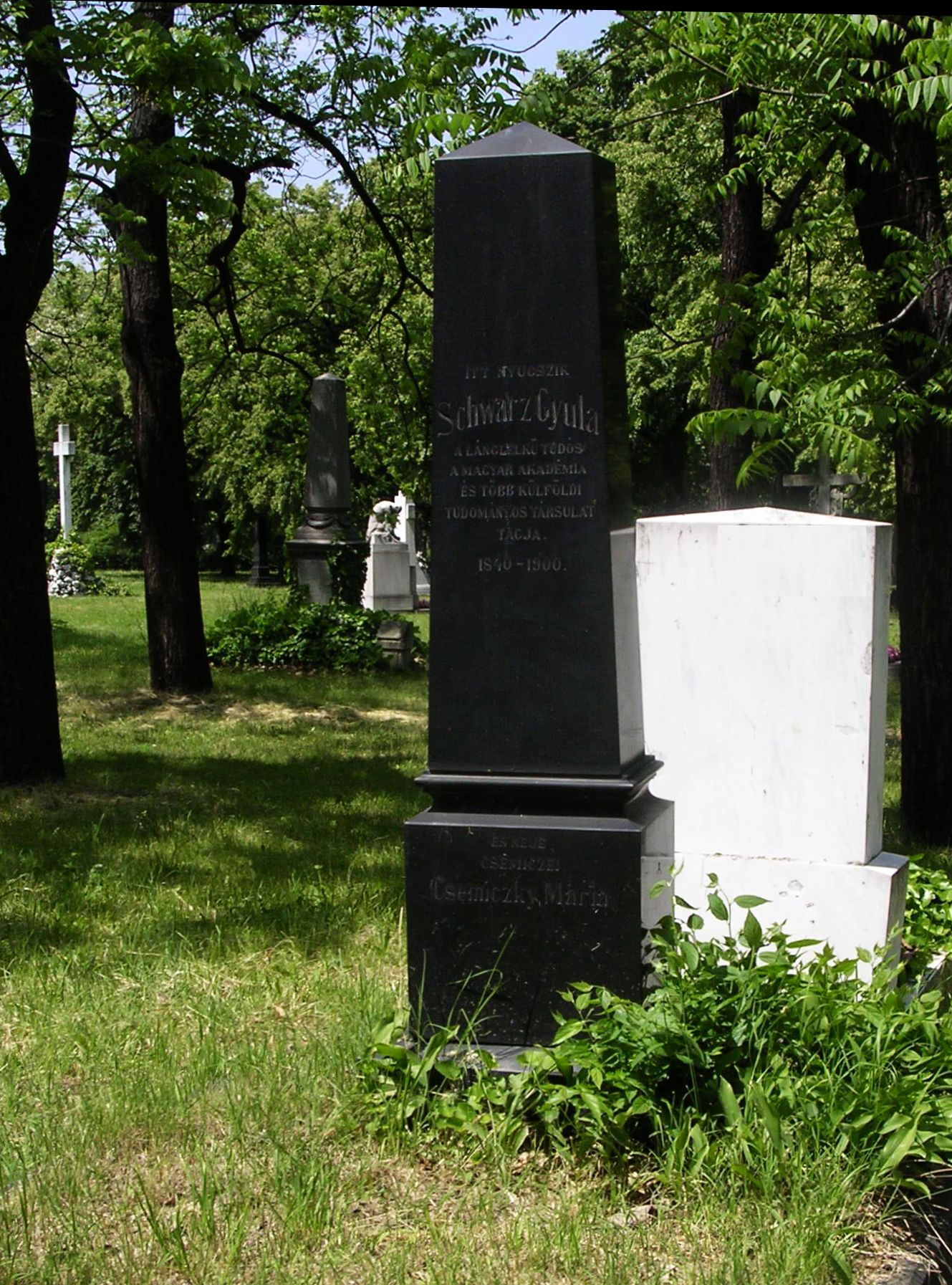
Sírja a Fiumei úti sírkertben, 2005. (29/1-2-20)